# Religión en Liechtenstein
En Liechtenstein predomina la religión católica, habiendo también una minoría significante de protestantes. El país también tiene una minoría musulmana, formada en su mayoría por inmigrantes bosnios, serbios y turcos.
Liechtenstein es, según su constitución, un Estado católico. Los católicos tienen garantizada la protección del gobierno, la educación religiosa es obligatoria y las organizaciones religiosas no pagan impuestos.
Liechtenstein es un pequeño país sin litoral ubicado en la región alpina de Europa .  A partir de 2002, el 83,9% de la población de Liechtenstein es cristiana. En términos de demografía religiosa, el 76% sigue el catolicismo, el 7% sigue el cristianismo protestante, el 4.2% sigue el islam , el 0.8% sigue el cristianismo ortodoxo y el 12% son no religiosos o adherentes de otras religiones.En Liechtenstein, el 44% de los musulmanes, el 23% de los cristianos católicos y el 24% de los cristianos no católicos participan regularmente en los servicios religiosos semanales.

La Iglesia Católica , como está escrita en la Constitución de Liechtenstein , es la religión oficial del estado de Liechtenstein. La constitución declara que la Iglesia Católica es "la Iglesia del Estado y, como tal, gozará de la plena protección del Estado". Liechtenstein ofrece protección a los seguidores de todas las creencias religiosas, y considera que los "intereses religiosos del pueblo" son una prioridad del gobierno.  En las escuelas de Liechtenstein, aunque se permiten excepciones, la educación religiosa en el catolicismo o el protestantismo es legalmente requerida. El gobierno otorga exención de impuestos a las organizaciones religiosas. Según elPew Research Center , el conflicto social causado por las hostilidades religiosas ocupa un lugar bajo en Liechtenstein, y también lo es la cantidad de restricciones gubernamentales sobre la práctica de la religión. </ref> Tax exemption is granted by the government to religious organizations. According to the Pew Research Center, social conflict caused by religious hostilities is ranked low in Liechtenstein, and so is the amount of government restriction on the practice of religion.
Antes de 1997, dentro de la iglesia católica, el principado era parte de la diócesis suiza de Chur . Las reformas destinadas a disminuir la influencia de la Iglesia Católica en el gobierno de Liechtenstein han sido apoyadas por el Príncipe Hans-Adam II 